# 王桂壎
王桂壎，SBS，BBS，JP（1951年12月30日—），香港律師，2011-2014年擔任香港國際仲裁中心主席，香港通訊事務管理局前主席、版權審裁處主席、稅務上訴委員會副主席及主席。
王桂壎在1977年畢業於香港中文大學歷史系之前曾擔任西環私立學校香港聖雅伯特英文書院的校長，亦在德望學校以兼職身份教授教英國文學及經濟科，鄭裕玲是他當時的學生。他在2009年至2011年任香港律師會會長。2012年香港立法會選舉中，參選法律界功能界別，敗於公民黨郭榮鏗。
2017年4月1日，王桂壎接替何沛謙出任通訊事務管理局主席。2018年2月12日，王桂壎因未有向通訊事務管理局申報持有中國移動股票，而主動辭職。

## 教育背景
- 聖芳濟書院 （1970）
- 香港中文大學聯合書院歷史文學士 （1977，三級榮譽[8]）
- Guildford College of Law （1983）
- 英國倫敦大學法學士 （1985）
- 澳門東亞大學中國法律文憑 （1989）

## 專業資格
- 香港、英國、澳洲Capital Territory及新加坡律師
- 中國委托公証人
- 香港仲裁司學會資深會員
- 英國特許仲裁司學會資深會員
- 香港董事學會資深會員

## 馬主生涯
由2010年代起，王桂壎亦有在香港賽馬會成為馬主，先後以團體名義擁有名下馬匹「七星拱照」、「三圓䮭路」、「牽旺羣星」、「牽旺加富」、「三圓䮭影」、「牽旺寶寶」。